# 荒蝦夷
荒蝦夷（あらえみし）は、日本の出版社・編集プロダクション。本社を仙台市に置き、地域関連の書籍を中心に出版している。

## 概要
宮城県を中心とした東北に関する書籍の編集・出版を行っている他、企画編集や伊坂幸太郎など宮城県や近郊に在住する作家の作品も出版している。近年では東日本大震災関連の書籍も刊行している。
書籍は宮城県内の書店での販売が中心である。
第27回梓会出版文化賞の新聞社学芸文化賞を受賞。

## 主な刊行物
- 仙台学
- 震災学
- 叢書東北の声
  - 『山田野理夫 東北怪談全集』 - 東北怪談の旅から東北を舞台とした話のみを集成。
- 蒼茫の大地、滅ぶ - 2013年再版

## 関連作家
- 伊坂幸太郎
- 高城高
- 佐伯一麦
- 熊谷達也